# Prévision des orages violents
Vous lisez un « bon article » labellisé en 2009.
La prévision des orages violents est la partie de la météorologie d'exploitation qui tente de prévoir le développement, l'intensité, le type de danger et les zones affectées par les orages pouvant donner de la grosse grêle, des vents destructeurs, des tornades et des pluies torrentielles.
La tâche du météorologue est d'appréhender tout d'abord comment se développe un orage violent, puis d'analyser le potentiel actuel et futur de l'orage au-dessus des régions sous sa responsabilité et enfin d’appliquer des techniques diagnostiques et des simulations informatiques pour prévoir leur développement. Suivre l'évolution des orages implique divers moyens, allant du signalement par un observateur local jusqu'à des systèmes de télédétection comme le radar météorologique. Les populations doivent aussi être alertées, au moyen de bulletins diffusés par les médias et les autorités locales lorsque les orages s'approchent des seuils de développement violent.

## Histoire du développement de la prévision
Au-delà du folklore des oracles de l'Antiquité, la recherche pour prédire la formation des orages se développa à partir de la Renaissance par des observations. Par exemple, un fidèle adepte de la prise de données météorologiques, le gouverneur britannique John Winthrop, écrivit dans ses notes de juillet 1643, qu’un soudain coup de vent dans le nord-est du Massachusetts et sur la côte du New Hampshire déracina des arbres, remplit l’air de poussières, souleva un édifice public de Newbury et tua un amérindien,. Même si cette description pourrait être reliée à une rafale descendante ou à une ligne de grain, elle pourrait être le premier signalement dans l’histoire d’une tornade. En juillet 1759, à la suite d’une terrible tornade passant à Leicester, Massachusetts, un descendant du gouverneur Winthrop écrivit : « Il me semble difficile de trouver une cause adéquate pour ce phénomène, de démontrer comment un petit volume d’air peut être mis en rotation si rapide. Je n'oserais pas m'aventurer à émettre une hypothèse ».
Cependant, les tentatives de compréhension de ces phénomènes et le développement de techniques de prévision ne se sont pas arrêtées à ces premières constatations. Les recherches en météorologie, ainsi que les travaux sur l'explication des orages, devinrent plus systématiques à partir du XIXe siècle. Dans les années 1880, le Corps des signaux de l’armée américaine était chargé du service météorologique naissant des États-Unis. L'officier John Park Finley fut la première personne à s'intéresser de près aux tornades et à proposer que la topographie des Grandes Plaines américaines était la plus propice à la rencontre de masses d'air très différentes qui contribue à leur formation. Il organisa une équipe de plus de 2 000 volontaires pour documenter tous les cas de tornades sur le centre et l’est des États-Unis. Ceci a permis d'établir différentes conditions (ou configurations) favorables à la génération d'orages avec tornades. Il a ainsi reconnu la présence d'un creux barométrique allongé en cas d'orages violents produisant les tornades.
Finley et le Corps essayèrent ensuite de faire les premières prédictions en suivant ces règles. La précision des données n'étant pas satisfaisante, le Weather Bureau, qui succéda au Corps, décida que les météorologistes à la prévision des orages ne devaient pas mentionner la possibilité de tornades dans leurs alertes météorologiques d'orages violents mais continuèrent à utiliser les règles. Cette décision n'a été levée qu'en 1938.
Avec la naissance de l’aviation, la recherche des conditions nécessaires à la formation de tornades et d'orages violents fut remise à l’ordre du jour dans les années 1920 et 1930. Le développement du radiosondage commença à donner plus d’informations sur la structure verticale de l’atmosphère ce qui permit de reconnaître les facteurs thermodynamiques et les déclencheurs synoptiques d’altitude nécessaires au déclenchement des nuages convectifs. Ces informations ont été rassemblées et interprétées par des chercheurs comme A. K. Showalter et J. R. Fulks aux États-Unis. En utilisant ces travaux ainsi que leurs propres observations, les officiers météo E. J. Fawbush et R. C. Miller, de la base aérienne Tinker (Tinker Air Force Base) de la US Air Force à Oklahoma City, ont pu prédire pour la première fois avec succès l’occurrence d’une tornade sur la base le 25 mars 1948 en soirée,.
Depuis, la recherche mondiale en météorologie a permis de mieux comprendre les orages et la façon de les prévoir. La venue des modèles de prévision numérique du temps a permis de simuler le comportement de l'atmosphère à une échelle de plus en plus fine (c'est-à-dire précise) et la résolution des modèles actuels s'approche de celle des orages (moins de 10 km de diamètre). Les modèles permettent également de produire des algorithmes qui donnent une idée du potentiel violent des orages. La prévision reste cependant encore une interaction entre les données informatiques et l'expérience du météorologiste.

## Analyse et repérage du potentiel d’orages violents
Le météorologue travaillant à la prévision des orages violents, aussi appelé prévisionniste, doit évaluer les éléments qui favorisent le développement des orages. Il doit ensuite estimer l’intensité de ces données tant du point de vue thermodynamique que de celui des déclencheurs dynamiques afin de déterminer les régions où ces paramètres atteignent des niveaux critiques pouvant causer des dommages. Ce travail suit essentiellement la même technique que Fawbush et Miller de 1948 mais avec des éléments plus récents sur la combinaison des différents déclencheurs pour déterminer le type de phénomène violent susceptible de se produire. Ces derniers éléments sont tirés des recherches en modélisation des orages.

### Formation des orages

#### Thermodynamique

Diagramme thermodynamique qui montre que T soulevé adiabatiquement à rapport de mélange constant nous permet de trouver le NCA.

Les nuages convectifs se forment dans une masse d’air instable où il y a disponibilité de chaleur et d’humidité à bas niveau et de l’air plus sec et froid en altitude. Une parcelle d’air qu’on soulève diminue de température {\displaystyle T} et de pression {\displaystyle P} avec l’altitude selon la loi des gaz parfaits ({\displaystyle P=\rho RT}). {\displaystyle \rho } est la masse volumique de l'air, {\displaystyle R=C_{p}-C_{v}} où Cp et Cv sont respectivement les capacités calorifiques à pression constante et à volume constant de l'air. Dans une atmosphère instable, elle atteint un niveau où elle devient plus chaude que l’air environnant : le « niveau de convection libre » (NCL). Elle subit alors la poussée d'Archimède et s’élève librement jusqu’à ce que sa température soit de nouveau en équilibre avec la température environnante.
Quand la parcelle d'air s’élève, elle se refroidit jusqu’à son point de rosée, à un niveau appelé « niveau de condensation par ascension » (NCA) et la vapeur d'eau qu’elle contient commence à se condenser. Ce niveau peut être atteint avant ou après le NCL. La condensation libère une certaine quantité de chaleur, la chaleur latente, fournie à l’eau au moment de son évaporation. Il en résulte une diminution notable du taux de refroidissement de la masse d’air ascendante, ce qui augmente la différence de température entre la parcelle et l’environnement, et accroît ainsi la poussée d’Archimède. La base du nuage convectif se situera au NCA alors que son sommet sera au niveau d’équilibre ou légèrement plus haut à cause de l’inertie de la parcelle.
Ce mouvement ascendant, appelé convection libre, est un processus libérateur d’énergie : l’énergie potentielle (énergie potentielle de convection disponible) emmagasinée dans l’atmosphère instable se transforme en énergie cinétique de déplacement. On obtient des orages quand l’énergie cinétique libérée permet d’atteindre au moins une altitude où la température est sous −20 °C alors qu’elle est au-dessus de zéro près du sol. En effet, le mouvement des gouttelettes de nuages et de précipitations permet d’arracher des électrons par collision. Ceci est plus efficace lorsque les gouttelettes se changent en glace, ce qui statistiquement est plus probable à des températures inférieures à −20 °C. Le transport de charges crée une différence de potentiel électrique entre la base et le sommet du nuage, ainsi qu’entre le nuage et le sol ce qui donnera éventuellement de la foudre.

#### Bouchon
Une atmosphère instable comporte souvent une zone d’inversion de température, c’est-à-dire une mince couche d’air où la température augmente avec l’altitude. Ce phénomène inhibe temporairement la convection atmosphérique,. Une parcelle d’air s’élevant à travers cette couche sera plus froide que l’air qui l’entoure et aura tendance à être repoussée vers le bas. L’inversion est donc très stable, elle empêche tout mouvement ascendant et rétablit l’équilibre. L’énergie nécessaire pour vaincre cette inversion est appelée énergie d'inhibition de la convection.
Un tel bouchon peut se former de différentes façons : subsidence d'air en altitude qui se réchauffe adiabatiquement en descendant, advection d'air chaud en altitude (dit panache d'air chaud), mince front froid au sol qui s'insinue sous une masse d'air chaud ou refroidissement nocturne de l'air près de la surface. Il peut aussi se créer un inversion de densité de l'air par la variation de l'humidité relative dans la verticale qui agit comme un bouchon.
Au cours de la journée, lorsque le sol est chauffé par le soleil, l’air emprisonné sous cette inversion se réchauffe encore plus et peut également devenir plus humide du fait de l’évaporation. Si la zone d’inversion est localement érodée par des mélanges avec la couche inférieure ou si des phénomènes à grande échelle la soulèvent en bloc (front froid ou front de point de rosée par exemple), la couche de surface devenue très instable jaillit violemment à certains endroits. L’air à la surface du sol s’écoule alors horizontalement vers ces points d’éruption et forme de hauts nuages d’orage.

#### Déclencheurs dynamiques

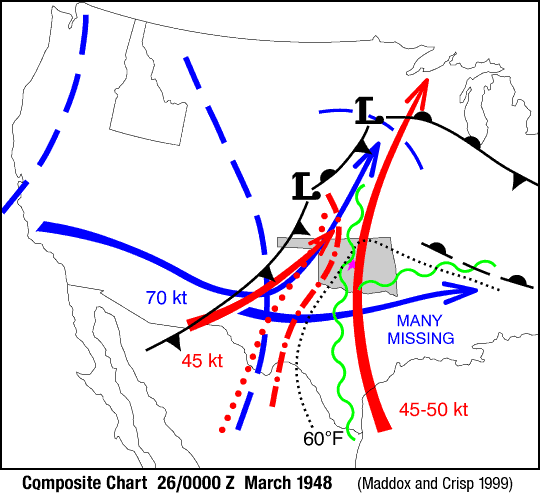
Carte composite des éléments favorables au déclenchement d'orages :
1) Courant-jet d'altitude (flèches bleues)
2) Courant-jet de bas niveau (flèches rouges)
3) Creux d'altitude (tiretés bleus)
4) Fronts et Dépressions (noirs)
5) Langue d’humidité (zigzags verts)
6) Maximum de température à 850 hPa (ligne de points rouges)
7) Ligne d'orages (ligne tiretées avec points en rouge)
(source : la première prévision réussie de tornade le 25 mars 1948, archives de NOAA).

Même en présence de facteurs thermodynamiques favorables, un courant ascendant n’apparaît que si l’air instable au voisinage du sol est poussé jusqu’à la convection libre. Dans une masse d’air uniforme et sans mouvement, le réchauffement seul peut suffire mais en général il existe des déclencheurs qui vont permettre de concentrer l’activité orageuses, :
- une inversion locale peut s’atténuer ou même disparaître complètement si un courant-jet d’altitude passe dans le secteur. En effet, des vents intenses (plusieurs centaines de kilomètres par heure) se déplacent dans le courant-jet, refoulant vers le bas l’air devant eux et aspirant vers le haut l’air derrière eux. Ce phénomène d’aspiration ascendante, s’il est suffisamment fort, peut dissiper une inversion et favoriser la formation d’orages ou l’intensification des orages en cours ;
- un phénomène similaire peut se produire avec un courant-jet de bas niveau. Dans ce cas, il s’agit de convergence de masse à gauche du jet qui force l’air empilé à monter « comme la pâte à dents dans un tube qu’on presse à sa base » ;
- des effets locaux comme l’ascension forcée de l’air le long d’une pente par des phénomènes météorologiques à grande échelle ou des brises de mer qui amène de l’air humide vers une zone instable ;
- le passage d’un front froid, où de l’air froid et dense s’avance dans une région plus chaude, se frayant un chemin sous l’air chaud en le soulevant.

Les zones de potentiel d’orages sont repérées en analysant d’abord le potentiel thermodynamique de la masse d’air à l’aide de diagrammes comme le téphigramme, des indices d’instabilité et de coupes à travers les cartes d’analyse produites par les modèles de prévision numérique du temps. La carte historique de droite est l’analyse des éléments dynamiques à 0 h TU, le 26 mars 1948 (18 h local, le 25 mars), qui montre qu’un très grand nombre d’entre eux se retrouvent au-dessus de l’Oklahoma à ce moment (contour grisé),.

### Analyse du potentiel violent
Le prévisionniste qui vient de repérer les zones favorables à la formation d'orages doit maintenant déterminer comment ces éléments peuvent donner les différents phénomènes météorologiques causant des dommages. Il doit donc d'abord connaître ces phénomènes violents, les critères à partir desquels ils sont considérés dangereux et finalement comment les déclencheurs doivent s'agencer pour les créer.

#### Définition d'un orage violent
La définition des critères des différents phénomènes associés avec un orage violent varie d'un pays à l'autre et parfois même d'une région à l'autre. Ceci est dû à la morphologie du terrain, au type d'occupation des sols, à la concentration de la population et tous autres facteurs pouvant influencer la vie humaine, animale et végétale.
En général, on considère qu'un orage est violent s'il comporte un ou plus des phénomènes suivants,, :
- Chute de grêlons d'au moins 2 cm de diamètre ou plus (causant de graves dommages aux habitations, cultures, personnes et animaux) ;
- rafales convectives de 90 km/h ou plus sous forme de microrafales ou de macrorafales (pouvant endommager les structures) ;
- tornades ;
- pluies diluviennes soudaines (causant des inondations et/ou crues éclairs).

Il y a des exceptions :
- certains pays considèrent le taux d'éclairs comme étant un critère d'avertissement. Cependant, tout orage produit de la foudre et ce critère n'indique pas réellement la violence de l'orage ;
- certaines régions considèrent que de la grêle de moins de 2 cm est également un critère d'avertissement à cause des risques potentiels aux cultures, comme les arbres fruitiers, vigne, etc. ;
- le critère de quantité de pluie est variable selon la géographie et le type de végétation puisque l'écoulement des eaux varie de façon importante selon les endroits. Certains pays coordonnent la prévision des orages avec leur système de mesures hydrologiques[20]. Ils n'émettent une alerte météorologique que lorsque la pluie a fait monter les cours d'eau d'une région à des niveaux critiques et non pour le simple passage d'un orage violent.

#### Caractéristiques par types

Diagramme montrant les différents types d'orages violents selon leur EPCD et leur cisaillement des vents

Une fois la zone de développement d'orages repérée, le météorologiste doit évaluer le potentiel de ces orages. Ce dernier dépend de trois choses,, :
- l'humidité disponible ;
- l'instabilité donnant de l'énergie potentielle de convection disponible (EPCD) ;
- le cisaillement des vents dans et sous le nuage.

En effet, c'est la combinaison de ces trois caractéristiques qui déterminera le type d'orage ainsi que son potentiel de produire du temps violent. Le tableau de droite montre comment les différents types d'orages se situent en rapport avec l'énergie disponible et le cisaillement linéaire. Il faut aussi tenir compte pour certains phénomènes du changement de direction du vent avec l'altitude et l'humidité (non indiqué dans le diagramme).
En plus de ces éléments, il faut naturellement ajouter un élément déclencheur comme le réchauffement diurne mais qui sera dans la plupart des cas une conjonction de facteurs dynamiques mentionnés dans la section précédente.

##### Pluie torrentielle
Plus la masse d'air est humide, plus la quantité de vapeur d'eau à condenser sera grande. Si l'EPCD est faible, alors le nuage généré sera de faible extension verticale et peu de cette humidité se changera en pluie. En revanche, si l'énergie disponible est grande mais le changement des vents avec l'altitude est fort, alors l'humidité condensée se retrouvera loin de son point de formation.
Ainsi, les orages qui donnent des pluies torrentielles auront tendance à se retrouver dans une masse d'air instable et humide mais où il y aura peu de cisaillement des vents. L'ensemble donne un orage très intense qui se déplace lentement. On peut également avoir des orages à répétition qui suivent le même corridor donnant une accumulation totale de pluie très importante ce qui implique une configuration stable de la circulation atmosphérique,.
Un cas particulier d'orages à très forte pluviosité est celui des complexes convectifs de méso-échelle. Un CCM est un ensemble orageux se formant généralement en fin de journée à partir d'orages dispersés et qui atteint son apogée durant la nuit alors qu'il s'organise en une large zone circulaire. Après sa formation, il dérive dans le flux d'altitude et donne principalement des précipitations intenses causant des inondations sur de larges régions. Les CCM se développent sous une faible circulation atmosphérique anticyclonique, à l'avant d'un creux barométrique d'altitude, dans une masse d'air très instable et avec un cisaillement faible des vents avec l'altitude.
En plus du potentiel thermodynamique, la reconnaissance de la configuration typique de la circulation générale en de telles circonstances est donc primordiale. L'eau disponible pour condensation peut-être calculée par les équations de la thermodynamique qui nous donnent une estimation du potentiel d'accumulation de pluie sous le ou les orages.

##### Grêle

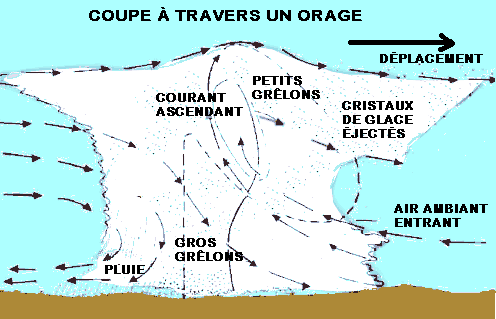
Mouvement de l'air et des grêlons dans un orage

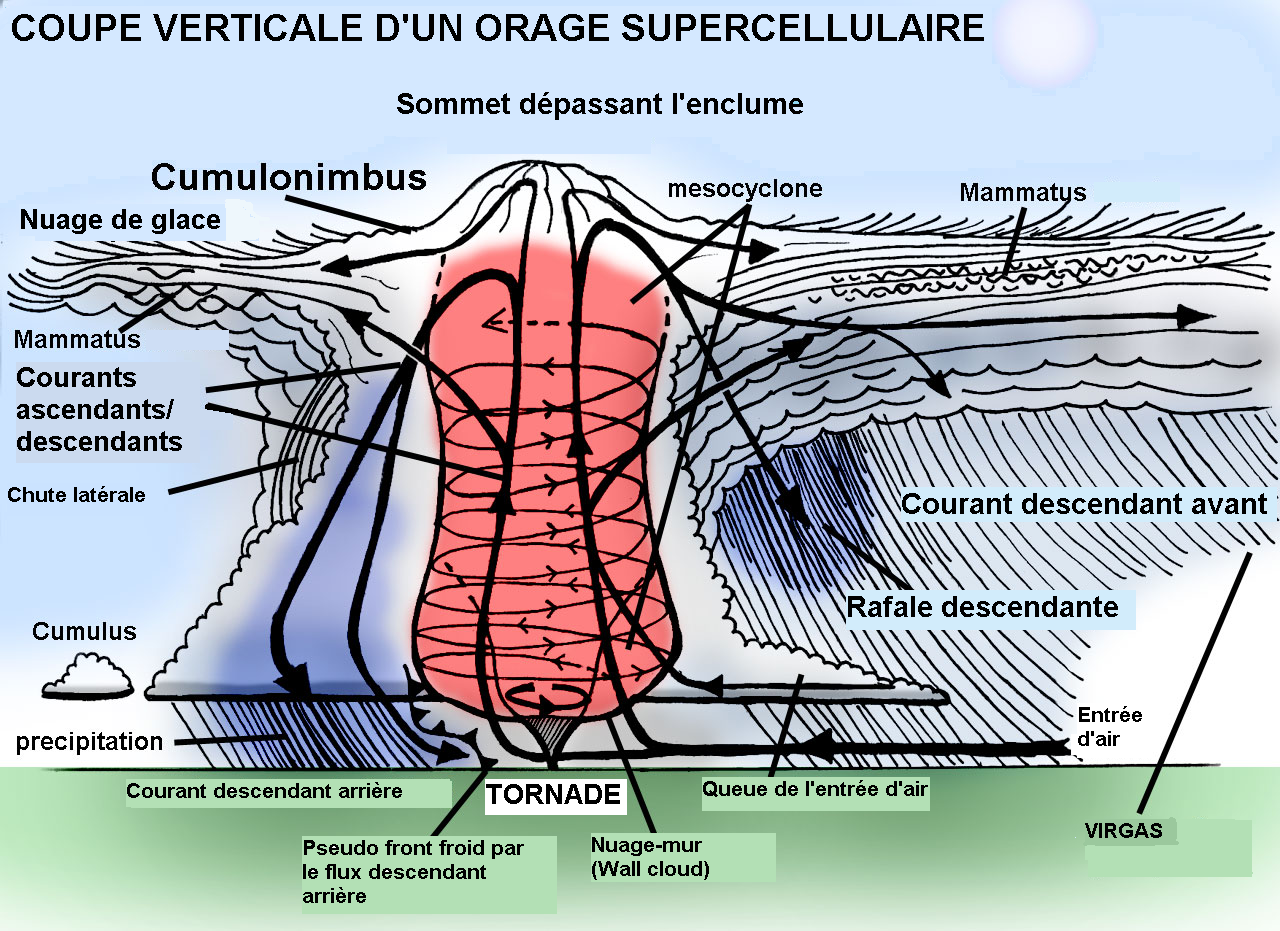
Structure d'un orage supercellaire avec les mouvements de l'air par les flèches noires, incluant la très large circulation de mésocyclone en rouge et sous celle-ci la tornade de beaucoup plus faible diamètre

Dans le cas des orages de grêle, l'EPCD doit être plus important que dans le cas des pluies torrentielles afin que les gouttes formées puissent atteindre un niveau où elles gèleront et le cisaillement des vents doit aussi être un peu plus grand de telle sorte que le grêlon passe le maximum de temps et de zones dans le nuage avant de retomber,. Finalement, le niveau de congélation doit être à une hauteur où le grêlon ne fondra pas complètement avant d'atteindre le sol. Différents algorithmes permettent d'évaluer la grosseur du grêlon.

##### Tornade
Lorsque les vents subissent un fort changement ou cisaillement dans la verticale, en direction et en intensité, cela induit un mouvement de rotation autour d'un axe horizontal. Quand ce tube de vents en rotation entre en interaction avec le fort courant ascendant d'un orage violent, le plus souvent un orage supercellulaire, cette rotation autour de l'axe horizontal va basculer et devenir une rotation autour d'un axe vertical et créer un mésocyclone,.
D'après une loi fondamentale de la physique, le moment cinétique d'une masse d'air par rapport à son axe de rotation vertical est conservé. Ce moment cinétique est égal au produit de la quantité de mouvement (la masse multipliée par la vitesse) par la distance à l'axe. Le courant ascendant en étirant verticalement le tube d'air en rotation augmente donc la rotation en diminuant le diamètre du mésocyclone à environ deux à six kilomètres,.
Ce mésocyclone, dont le pied est à une altitude d'un kilomètre et le haut presque au sommet de l'orage, sera encore plus concentré par des raisons locales de vents dans le nuage à un diamètre n'excédant pas un kilomètre. Si le cisaillement des vents sous l'orage est favorable, on assistera à une dernière concentration qui peut donner une tornade de seulement quelques centaines de mètres mais avec des vents dépassant les 100 km/h.
Pour prévoir un tel phénomène, il faut donc connaître le cisaillement dans les bas niveaux et la possibilité de sa concentration. On utilise pour cela le calcul de l'hélicité de la masse d'air sous les 3 kilomètres d'altitude et sa relation avec l'EPCD,.

##### Rafales descendantes
Un dernier phénomène violent est celui des rafales descendantes. Lorsqu'un orage est gorgé de pluie et dans un environnement relativement sec en altitude, le cœur des précipitations peut attirer l'air sec dans le nuage en descendant. Ce dernier étant plus froid que le nuage, il subit la poussée d'Archimède vers le bas,. Ce mouvement d'air froid et sec ainsi que la masse de pluie qui descend donnent des rafales qui peuvent atteindre les 200 km/h dans certaines conditions. Dans certaines conditions, l'air descendant peut devenir plus chaud que l'environnement et donner un coup de chaleur en plus des vents.
L'analyse de l'humidité absolue, de l'EPCD et du téphigramme montrent le potentiel pour ce genre de temps violent. Si en plus, on remarque un courant-jet de bas niveau dans le secteur de l'orage, on peut penser à son rabattement par la rafale descendante, ce qui l'augmente d'autant.

##### Lignes de grain, grain en arc et Derecho

Vues en coupe verticale et horizontale des précipitations et de la circulation de l'air dans une ligne de grain

Si le cisaillement des vents est important mais linéaire, c'est-à-dire que les vents augmentent avec l'altitude mais plus ou moins dans la même direction, les orages qui se formeront auront tendance à s'unir en formant une ligne,. Si on a aussi un courant-jet de bas niveau à angle de cette ligne, alors il sera rabattu vers le sol par le courant descendant des orages. De plus, les précipitations qui descendent, refroidissent l'air en s'évaporant dans un couche non saturée près du sol et augmentent la poussée négative d'Archimède ce qui accélère l'air en subsidence,. Le front de rafales ainsi créé se propagera à l'avant de la ligne d'orages. Cette structure verticale est montrée dans l'image de droite, à la partie du haut.
Dans la partie du bas, on voit deux possibilités de forme de la ligne de grain. Si la direction du vent de surface (à l'avant) et celui du courant-jet (à l'arrière) sont symétriques mais opposés, on obtient une ligne d'orages droite. Lorsque l'EPCD dépasse 1000 J/kg, les fronts de rafales associés peuvent donner des vents violents. Par contre, si les flux sont asymétriques, on obtient une ligne en arc. Ce type de ligne peut comporter des points de rotation, comme montré dans la tête du diagramme, où des tornades peuvent se former en plus des rafales violentes le long de la ligne.
Un extrême de la ligne de grain est celui du Derecho. Dans ce cas le vent des niveaux moyens est perpendiculaire à une longue ligne de grain. Le vent en descendant accélère et devance la ligne en formant un front de rafales sur lequel se reforme continuellement la ligne. En fait, cette reformation se déplace très rapidement et peut parcourir de très grandes distances,.
Le prévisionniste doit donc évaluer l'énergie potentielle et la structure des vents pour reconnaître ce type d'orages violents.

## Techniques d'extrapolation

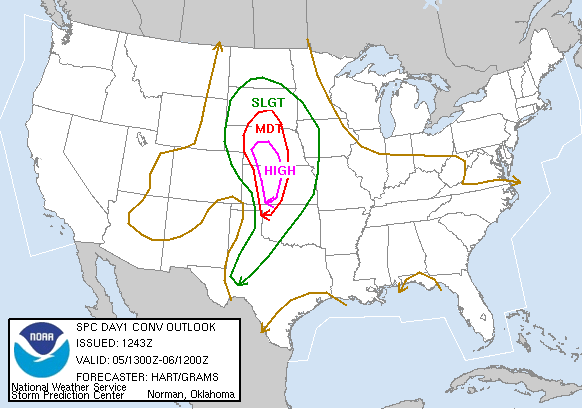
Carte de potentiel orageux (ligne brune) et d'orages violents (zones Slight/Moderate/High) émise par le National Weather Service aux États-Unis

Une fois l'analyse du potentiel violent faite, le prévisionniste doit prévoir le déplacement des masses d'air et des déclencheurs d'orages. Jusqu'à l'avènement des ordinateurs et des modèles de prévision numérique du temps, il ne pouvait qu'extrapoler le déplacement de ces caractéristiques qu'avec l'histoire antérieure. C’est-à-dire qu'il suivait le déplacement des systèmes, des courants-jets, etc. à partir des données prises à toutes les six heures en altitude et des données de surface à toutes les heures.
Depuis les années 1970, les modèles météorologiques sont apparus et se sont graduellement améliorés. Leur résolution était de plus de 10 km ce qui ne permettait cependant pas de résoudre l'échelle des orages. Ces modèles opérationnels permettaient malgré tout de prévoir le déplacement des déclencheurs d'orages à plus long terme que la seule extrapolation.
Durant les années 1990, des modèles à moins de 10 km de résolution permirent de paramétriser la convection atmosphérique, c’est-à-dire d'utiliser les équations de fines échelles qui simulent directement le comportement des masses d'air instables et des orages. Ceux-ci, comme le MM5 américain, ont été développés grâce à l'étude de cas réels et sont demeurés un certain temps dans le domaine de la recherche. Durant les années 2000, des versions en temps réel, comme ARPEGE et AROME de Météo-France et le GEM-LAM d'Environnement Canada, ont été mis à la disposition des prévisionnistes,,. Ils peuvent ainsi voir les orages que ces modèles développent comme s'ils regardaient une image en trois dimensions au radar. Cependant, ces modèles sont très coûteux en temps informatique et ne peuvent être roulés que pour de courtes périodes et des domaines limités.
Le météorologiste fait donc son analyse, regarde où les modèles déplacent ses trouvailles et regarde les modèles à fine échelle pour raffiner sa prévision. Cependant, il doit toujours se méfier des résultats des modèles qui sont sujets à des erreurs de prévision. Finalement, il obtient ainsi une zone où les orages sont probables et des sous-zones où ils peuvent être violents. Il essaie ensuite de délimiter des zones plus petites à l'aide de sa connaissance des effets locaux qui peuvent concentrer la convection : brise de lac, réchauffement des pentes de montagnes, vallées convergentes, etc..
Après tout ce travail, le prévisionniste enverra des cartes telle celle-ci pour prévenir la population des risques potentiels. Il enverra des bulletins de type veille météorologique par la suite si la convection commence à se matérialiser.

## Surveillance
Par la suite, il suit la formation d'orages grâce aux radars météorologiques, aux satellites et autres données d'observation. En utilisant les techniques de prévision immédiate, il envoie des alertes lorsque le potentiel donne des signes de se réaliser. Les radars donnent des informations sur le taux de précipitations, dont la possibilité de grêle, et des patrons caractéristiques de rotation dans les orages. Ils couvrent les régions les plus peuplées. Les satellites couvrent, quant à eux, la majorité de la surface de la Terre et sont disponibles dans le spectre visible (VIS : 0,5 à 1,1 µm) et l'infrarouge (IR : 10 à 13 µm). Le premier permet de voir la texture des nuages et le second la température de leurs sommets. Il existe également un capteur de 6 à 7 µm qui donne de l'information sur l'humidité dans le milieu de la troposphère, permettant de voir la position et le mouvement des masses d'air.

### Images satellitaires

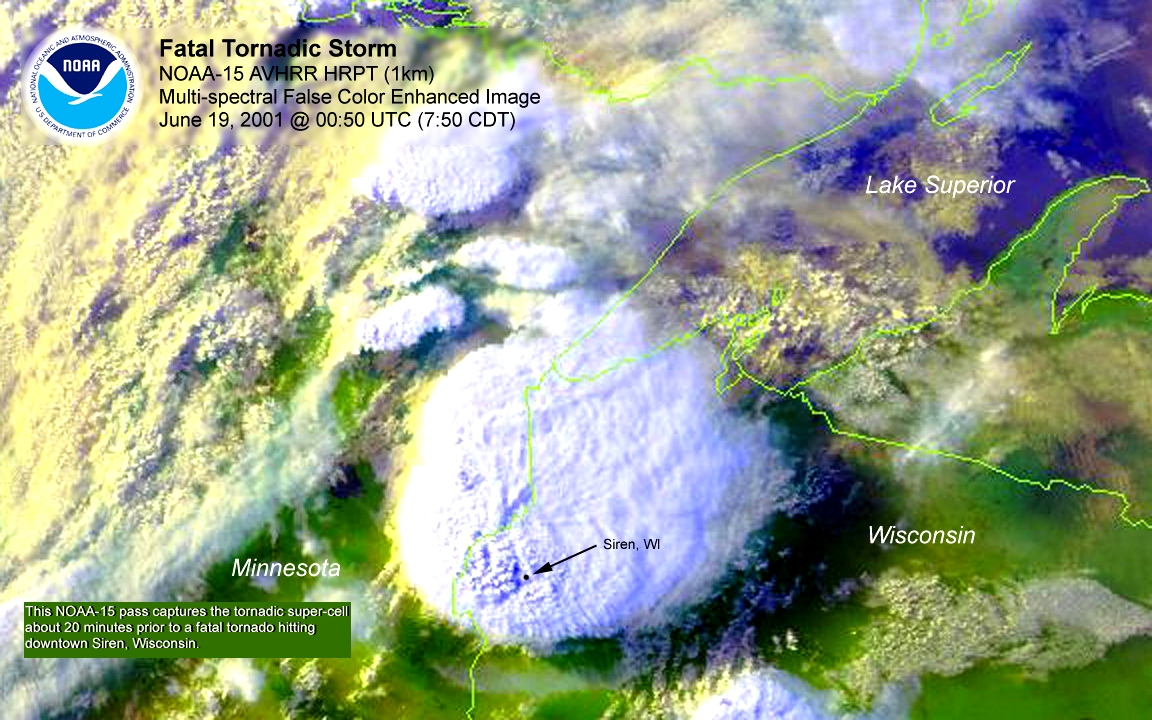
Orage supercellulaire vu par satellite : on remarque sur la partie arrière (près de Siren, Wisconsin) les sommets plus élevés faisant de l'ombre sur le reste du Cumulonimbus (source : NOAA)

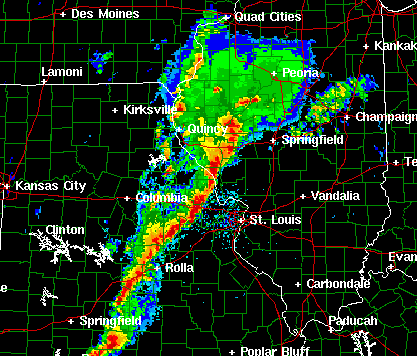
Ligne d'orages violents, vus par radar, qui ont donné des tornades les 5 et 6 novembre 2005 près de Saint Louis (Missouri), États-Unis. Remarquez la ligne intense avec arcs (source : NOAA)

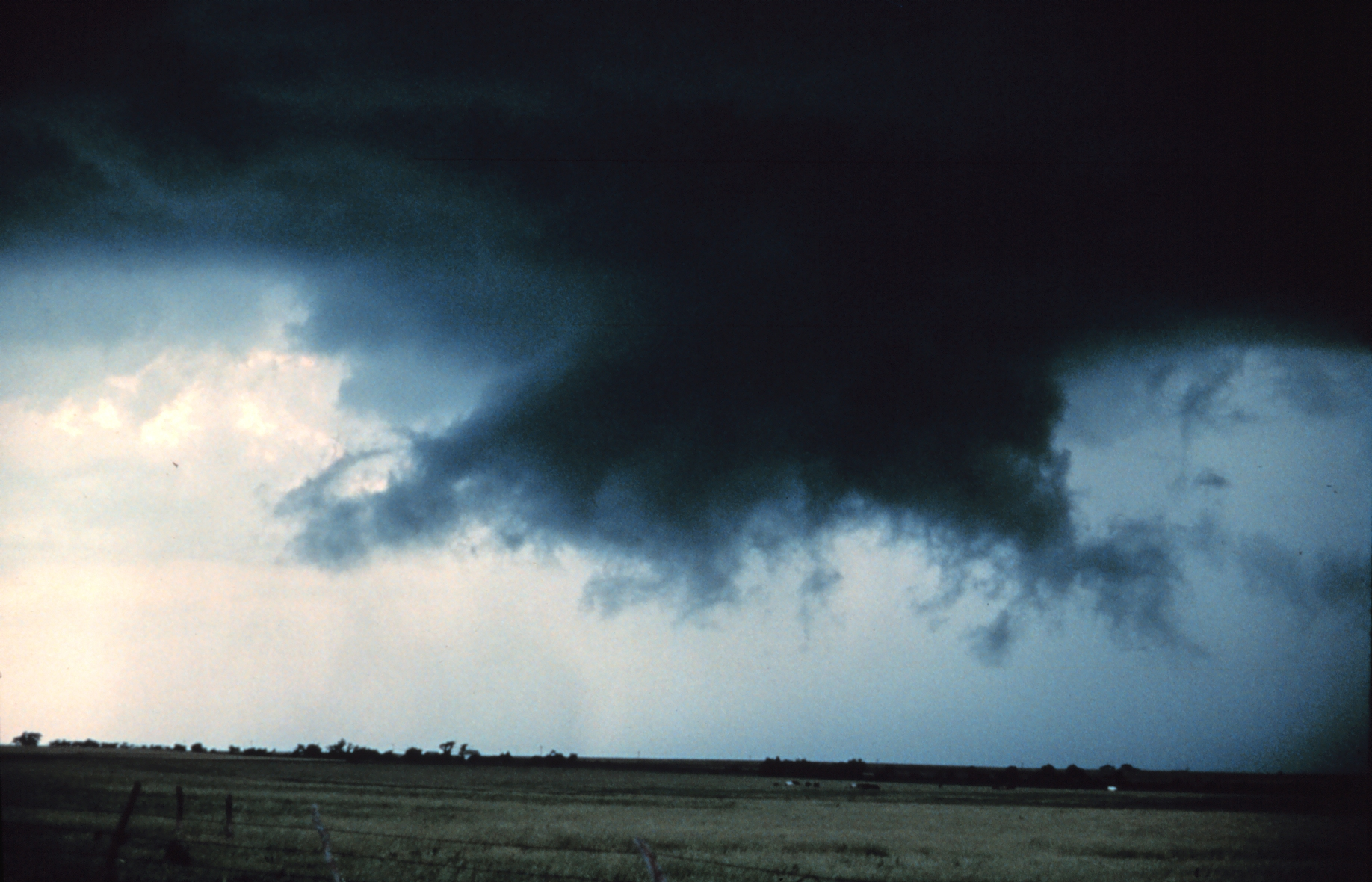
Un nuage-mur et le dégagement montrant l'emplacement du courant descendant arrière

Voici une liste des indices que le prévisionniste recherche sur les images satellitaires, :
- il observe le sommet d'un orage de ce type par satellite météorologique. Si on remarque une suite caractéristique de « bulles » ascendantes, constituées de nuages qui s'élèvent entre deux et quatre kilomètres au-dessus du niveau supérieur du nuage principal avant de retomber dans la masse nuageuse, cela indique que le courant ascendant dans le nuage est particulièrement intense (voir Sommet protubérant). Tous les éléments atteindront alors un niveau exceptionnel ;
- une partie du nuage formé dans la bulle est soufflée en aval de celle-ci par le vent de haute altitude, formant un V caractéristique dans l'image satellitaire[38] ;
- la température du sommet du nuage indique également son extension verticale. Le météorologiste peut en déduire le niveau de développement de l'orage en utilisant son analyse thermodynamique ;
- dans le cas de lignes d'orages, la forme de la bordure arrière avec des échancrures lui indique que le courant-jet des niveaux moyens est en train de descendre vers le sol ce qui augmentera les rafales descendantes ;
- il peut également noter la position du front de rafales autour de l'orage grâce à la formation de cumulus qui pourront devenir de nouveaux cumulonimbus ;
- il note également le dôme d'air froid qui descend de l'orage par le dégagement total derrière les cumulus. C'est une zone stable qui est défavorable à la convection.

### Radar, foudre et observations
Voici une liste des indices que le prévisionniste recherche sur les images des radars météorologiques, :
- il regarde les données des radars et compare le patron vertical et horizontal des échos pour voir s'ils correspondent à la structure d'un orage supercellulaire, multicellulaire avec surplombs, ligne de grain, etc. (voir orage) : voûte d'échos faibles, écho en crochet, grain en arc, pic de grêle, etc. ;
- il a également l'aide des algorithmes Doppler associés à son programme de traitement de données radar pour attirer son attention sur certains points plus difficiles à suivre comme la présence de mésocyclones, de la signature tornadique de rotation, de zones de convergence ou de divergence des vents, etc.

En plus :
- il surveille le taux de foudre. S'il assiste à une forte variation du taux de foudre avec un groupe d'orages potentiellement violents ou à un changement de négatif à positif de la polarité des éclairs, il peut en conclure[40] : au développement rapide (montée du taux), au moment de leur plus grand potentiel (descente du taux) ou même à la possibilité de tornades s'il y a un « trou » de foudre au sein de l'orage ;
- il regarde les stations de surface pour un indice sur la concentration de l'humidité, les sautes de vents, etc. afin de raffiner son analyse de la zone menacée par les orages ;
- il note toutes les informations qu'il reçoit d'observateurs volontaires ou de chasseurs d'orages pour compléter son image mentale de la situation.

### Évidences sur le terrain
La population en général peut contacter les services météorologiques de leur région pour les informer des orages qui les affectent et qui donnent des conditions de grêle, de vents forts à violents, de tornades et de pluies diluviennes. Des volontaires sont également formés par les services nationaux, comme le National Weather Service aux États-Unis, pour reconnaître les signes avant-coureurs des orages violents et de contacter rapidement les météorologistes. On compte parmi ces volontaires les services de police, les radioamateurs et les chasseurs d’orages.
Les signes caractéristiques d’une supercellule vue du sol sont,,, :
- un sommet très élevé avec une enclume et une bulle nuageuse dépassant l’enclume ;
- la présence d’un arcus à l’avant de l’orage qui indique un front de rafales ;
- la présence d’un nuage-mur vers l’arrière de l’orage qui indique un fort courant ascendant. Sa rotation peut indiquer le développement d’une tornade.

Les orages multicellulaires et les lignes de grain sont visibles comme des lignes orageuses compactes précédées de vents forts.

## Alerte
Si le potentiel se réalise et que les orages commencent à s'organiser selon les patrons connus que le prévisionniste aura repéré grâce à sa surveillance, il enverra des alertes météorologiques pour des régions en val des orages. Celle-ci selon diffusée par les médias et sur les réseaux de diffusion du service national de météorologie (comme Radiométéo au Canada). Les personnes et les autorités, comme les services de police, prendront alors certaines mesures qui peuvent aller jusqu'à l'évacuation.

### Responsabilités
Une bonne compréhension du développement des orages et des techniques efficaces de prévision sont donc essentielles à la sécurité des personnes et des biens. Naturellement, les météorologues ne peuvent empêcher les orages violents de se produire mais des événements comme la série de tornades de l'Oklahoma du 3 mai 1999 montrent que les météorologues peuvent sauver de nombreuses vies en lançant des alertes à temps. Chaque pays développe ses propres expertises et met en évidence les phénomènes qui affectent le plus leur territoire.
Aux États-Unis subissent régulièrement une variété d'orages violents et ont mis sur pied un centre national de recherche sur le sujet, le National Severe Storms Laboratory. Un centre national, le Storm Prediction Center, envoie des messages de prévision du potentiel orageux jusqu'à huit jours à l'avance. Ce même centre émet des messages de veille prévenant la population du développement d'orages qui ont une très forte probabilité de produire des phénomènes violents. Les prévisionnistes essaient d'avoir un préavis entre une et six heures. Finalement, les bureaux locaux du National Weather Service lancent les alertes lorsque les orages violents sont repérés ce qui donne en général un préavis d’une heure ou moins. Ce système à trois niveaux de vigilance permet à la population et aux différents intervenants d'être d'abord sensibilisés au potentiel puis de suivre de près l'émission des alertes au stade final.
Certains autres pays, comme le Canada, ont des structures similaires. D'autres mettent en scène plusieurs intervenants. Ainsi en France, c'est le système dit de Vigilance qui transmet les avis selon un code de couleurs. Il s’agit d’une collaboration entre les météorologues de Météo-France, la direction de la Sécurité civile, la délégation à la Sécurité et à la circulation, la direction générale de la Prévention des risques et l'Institut de veille sanitaire.
Certains pays ne mettent l'emphase que sur la prévision de certains phénomènes seulement, comme la grêle, qui sont plus courants et moins sur d'autres. Par exemple, lors de la tornade en Val-de-Sambre de 2008, aucune alerte de tornade n'a été émise car même si le risque était prévisible, les moyens de détection et les réseaux d’alerte étaient malheureusement insuffisants pour rendre possible le suivi. Cependant, une haute vigilance aux orages violents était en vigueur.

### Taux de réussite

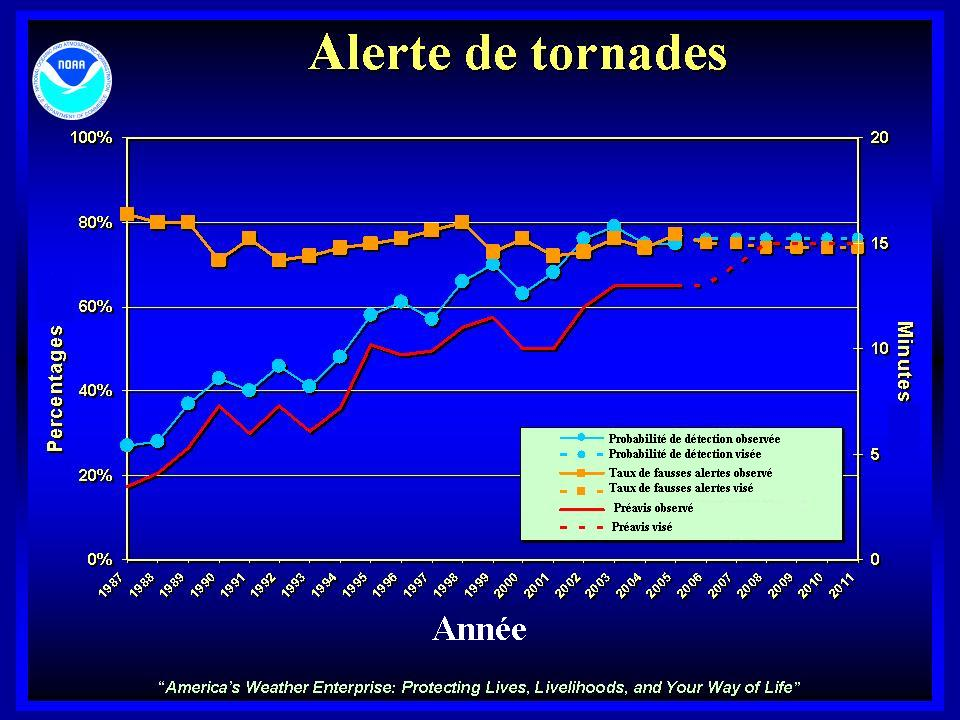
Graphique montrant l'évolution de la probabilité de détection, le préavis et le taux de fausses alarmes des alertes aux tornades aux États-Unis entre 1987 et 2005, avec une extrapolation des taux visés jusqu'en 2011

Aux États-Unis, les statistiques sur les taux de réussite des veilles et alertes envoyées sont calculées depuis longtemps. Le Severe Local Storms Unit (SELS), l'ancêtre du National Severe Storms Laboratory, a commencé la prise de données à propos des veilles. Une veille est considérée utile si au moins un orage violent a causé des dommages dans la zone et la période visée. En 1973, ce taux était de 63 % et il avait augmenté à 90 % en 1996.
Une autre façon de savoir l'amélioration est de calculer le pourcentage d'événements violents couverts par une veille versus ceux non couverts. Seulement 30 % se produisaient dans une zone en veille en 1973 alors que c'était 66 % en 1996. Si on parle seulement des tornades significatives, F2 à F5 selon l’échelle de Fujita, 42 % tombaient dans des zones en veille en 1978 mais ce pourcentage est monté à 95 % en 1995. L’habilité des prévisionnistes américains du SPC à discriminer entre ce type de tornades et les autres types de phénomènes violents (grêle, vents, etc.) s'est donc grandement améliorée.
Les statistiques sur les taux de réussite des alertes sont tenues par le National Weather Service avec les données recueillies par chacun de leurs bureaux locaux. La probabilité de détection pour les différents phénomènes est en hausse graduelle comme pour celle des veilles. On voit dans le graphique à droite l'évolution de la probabilité de détection, du préavis et du taux de fausses alarmes pour les alertes de tornades. En 2005, le taux de réussite tend vers 80 % et le préavis vers quinze minutes.
Le taux de fausses alertes est encore élevé pour les tornades (76 %) mais les statistiques montrent qu'il est plus bas pour les autres phénomènes. Une étude par le bureau du NWS du bureau d’Atlanta, montre que ce taux est de 40 à 50 % pour tous les phénomènes confondus dans les zones urbaines mais qu'il augmente à 70 % pour les secteurs ruraux. L’étude conclut que dans ces derniers, il est plus difficile d'obtenir une confirmation des phénomènes qui affectent des zones isolées et donc que les statistiques sur le taux de fausses alarmes sont probablement meilleures que les rapports annuels du NWS ne le suggèrent.

## Influences sur la société

### Sécurité et vie
Les orages violents causent des dommages importants et de nombreuses pertes de vie. La prévision de ces phénomènes est donc très importante pour aviser les populations de prendre des mesures nécessaires pour minimiser les pertes. Les tornades sont particulièrement meurtrières avec 100 à 150 victimes annuellement selon l'OMM mais elles partagent la palme pour les dégâts avec les épisodes de grêle qui peuvent détruire les cultures et causer des dommages aux édifices sur de larges zones.
Les rafales descendantes d'orages et de lignes de grain vont également causer des dégâts et peuvent mettre en danger les avions près des aéroports. Plusieurs écrasements sont d'ailleurs dus à ces dernières. Les pluies torrentielles sous orages sont également un important danger car selon le relief, le ruissellement peut être canalisé dans des vallées étroites et causer des crues meurtrières ou des glissements de terrain.

### Films et livres
Plusieurs films et romans ont comme trame de fond le passage d’un orage violent. La plupart sont reliés au type le plus extrême, la tornade, mais certains traitent des autres phénomènes.
Tornade, effets et prévision
- Le Magicien d’Oz (The Wonderful Wizard of Oz), un roman de Lyman Frank Baum paru en 1900 qui relate le transport vers un monde imaginaire d’une petite fille grâce à une tornade. Il a été mis en bande dessinée (Le Magicien d’Oz) et a servi de trame pour deux films dont le plus célèbre a été produit en 1939 (Le Magicien d’Oz). Ce dernier a gagné deux Oscars : Meilleure chanson originale pour « Over the Rainbow » et Meilleure musique de film ;
- Les films Twister de 1996 et Cyclone Catégorie 7 : Tempête mondiale de 2005, qui relatent les aventures romancées de chasseurs d’orages et d’expériences qu’ils tentent de faire pour mieux connaître et prédire la formation de tornades ;
- De divers documentaires sur le phénomène comme Chaos sur la planète épisode Super Tornade en 2006 ;
- De drames à la télévision comme Night of the Twisters[50] en 1996 où les habitants d’une ville du Nébraska sont aux prises avec des tornades à répétitions dont des scientifiques tentent de prédire la trajectoire.

Lignes de grain
- Ridley Scott a réalisé en 1996 le film Lame de fond (White Squall), qui relate la tragédie qui a frappé le voilier Albatross, en 1961. Ce solide navire sombra brusquement au large de la Floride, emportant avec lui 6 des 19 membres de l’équipage, lors du passage d’un grain blanc. Aucune prévision d’orages n’avait alerté les victimes.

Grêle
- Dans Le Jour d’après en 2004, toute une série de phénomènes météorologiques extrêmes sont rapportés à la suite d’un arrêt de la circulation océanique, dont de la très grosse grêle qui tue les gens au Japon. Différents chercheurs tentent d’expliquer et de prévoir les effets.

Pluie torrentielle
- Dans le film Pluie d'enfer, la pluie menace un barrage.
- Dans le roman de science-fiction État d'urgence, des éco-terroristes manipulent un orage en démultipliant sa puissance et en l'orientant pour provoquer une crue meurtrière.